# Аламозавр
Аламозавр (лат. Alamosaurus) — род завроподных динозавров из клады Lithostrotia, включающий единственный вид — Alamosaurus sanjuanensis. Жили во времена позднемеловой эпохи (69—66 млн лет назад) на территории западной Лавразии (нынешняя Северная Америка). По оценке Молины-Переса и Ларраменди 2020 года, аламозавр (образец SMP VP-1850) достигал длины 26 м и массы 38 тонн. У аламозавра, как и у других завропод, была длинная шея и не менее длинный хвост, заканчивавшийся подобно кнуту.

Размеры различных образцов

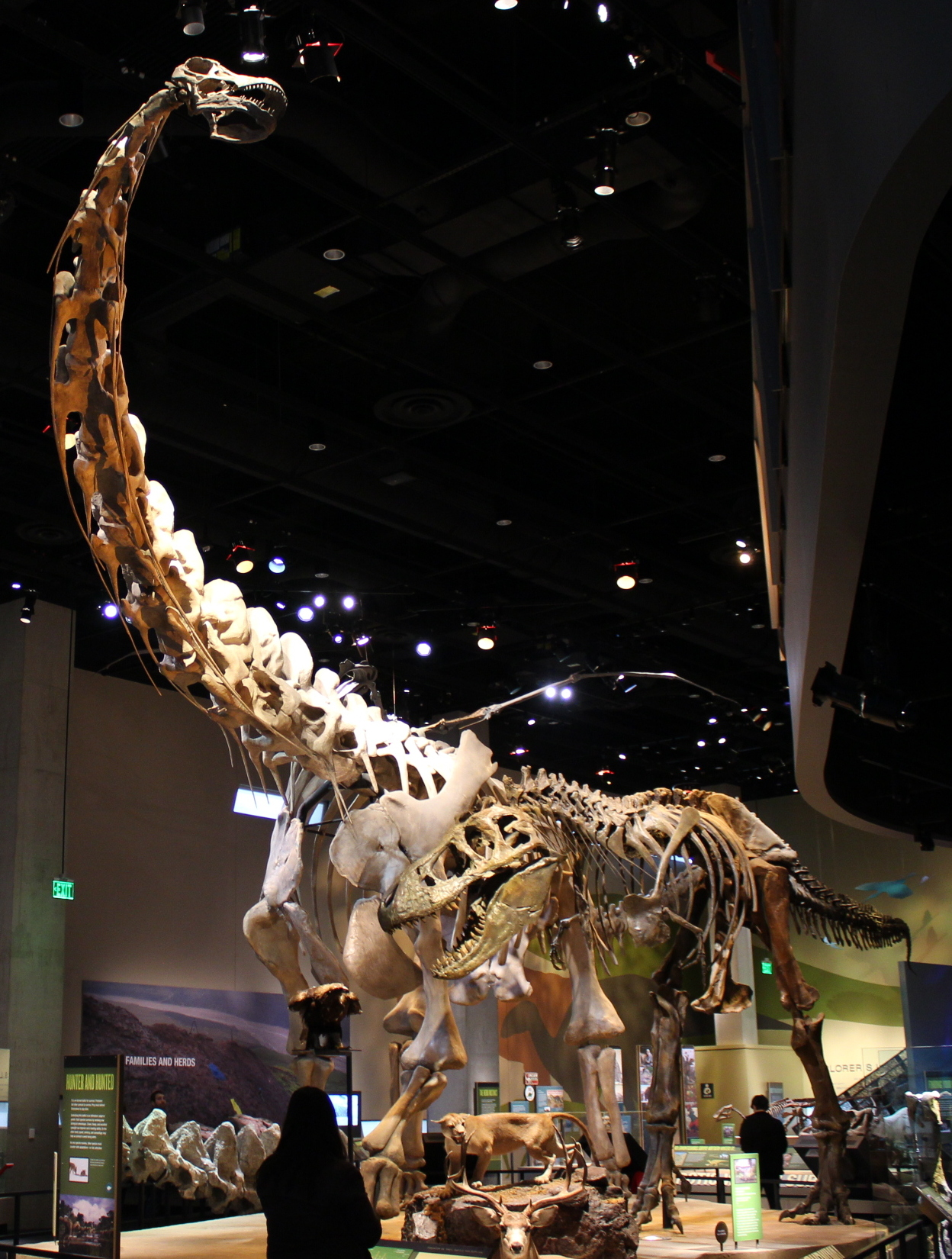
Реконструкции скелетов аламозавра и тираннозавра, Музей природы и науки Перо

## Название
Вопреки популярному утверждению, динозавр не был назван в честь миссии Аламо в Техасе или произошедшей там в 1836 году битвы. Голотип этого вида был обнаружен в Нью-Мексико, и только после этого другие экземпляры нашли и в Техасе. Родовое название дано по имени геологической свиты Ojo Alamo, в породах которой нашли первый экземпляр, а видовое — по названию округа Сан-Хуан штата Нью-Мексико, где была сделана эта находка.

## Систематика
Аламозавра уверенно относят к группе титанозавров, в пределах которой он считается продвинутым родом. Но его родственные связи в пределах этой группы остаются неясными. Некоторые авторы включают его вместе с родом Opisthocoelicaudia в подсемейство Opisthocoelicaudinae семейства Saltasauridae. Согласно другим исследованиям, аламозавр — сестринская группа рода Pellegrinisaurus, и в состав Saltasauridae они не входят. Некоторые учёные отмечают сходство аламозавра с Neuquensaurus и Trigonosaurus.